# Buu Nygren
Buu Nygren (sinh ngày 25 tháng 12 năm 1986) là vị Tổng thống thứ 10 của Xứ Navajo. Nygren-Montoya nhận được 34.890 phiếu bầu, đánh bại cuộc vận động của Nez-Abeyta nhận được 31.339 phiếu bầu trong cuộc bầu cử năm 2022. Ông tuyên thệ nhậm chức vào ngày 10 tháng 1 năm 2023, chức vụ chính trị đầu tiên của đời ông.
Nygren chào đời ngày 25 tháng 12 năm 1986 tại Blanding, Utah. Mẹ là người Navajo và cha là người gốc miền Nam Việt Nam. Nygren thuộc dòng tộc Táchiiʼnii. Ông vốn không có họ nội vì cha mình không phải là người Navajo. Do đó, ông được cho là sinh ra là người Việt khi đặt tên cho dòng họ của mình. Ông từng theo học Trường Trung học Red Mesa. Nygren là bạn đồng hành của Joe Shirley Jr. trong cuộc bầu cử Tổng thống Xứ Navajo năm 2018. Ở độ tuổi 35, Nygren là người trẻ nhất từng được bầu làm Tổng thống Xứ Navajo.
Nygren từng làm việc trong lĩnh vực quản lý xây dựng. Ông kết hôn với cựu dân biểu bang Arizona Jasmine Blackwater-Nygren.